# Christopher Amoroso
Christopher "Chopper" Amoroso (North Bergen, 1 de junio de 1972 - Manhattan, 11 de septiembre de 2001) fue un policía del departamento de policía de la autoridad portuaria de Nueva York y Nueva Jersey que murió durante los Atentados del 11 de septiembre de 2001. Sus últimos momentos se muestran en la película de Oliver Stone de 2006, World Trade Center, donde fue interpretado por Jon Bernthal. Murió cuando la torre sur se derrumbó. John McLoughlin se da cuenta de que la torre sur se está derrumbando y que su única posibilidad de sobrevivir es correr y refugiarse en el hueco del ascensor. Amoroso y el policía Rodrigues no tuvieron tiempo de llegar al hueco de ascensor y murieron al instante al derrumbarse la torre sur sobre ellos. 
Amoroso se crio en North Bergen, Nueva Jersey donde asistió al North Bergen High School.